# Средне (община Пале)
Средне (на сръбски: Средње) е село в Босна и Херцеговина, разположено в община Пале, в ентитета на Република Сръбска. Населението му според преброяването през 2013 г. е 3 души, от тях: 3 (100 %) сърби.

## Население
Численост на населението според преброяванията през годините:
- 1961 – 93 души
- 1971 – 74 души
- 1981 – 55 души
- 1991 – 30 души
- 2013 – 3 души